# Gail Dolgin
Gail Dolgin (Nova Iorque, 4 de abril de 1945 – Berkely, 7 de outubro de 2010) foi uma cineasta norte-americana. Como reconhecimento, foi nomeado ao Oscar 2012 na categoria de Melhor Documentário em Curta-metragem por The Barber of Birmingham: Foot Soldier of the Civil Rights Movement.